# Taxodium mucronatum

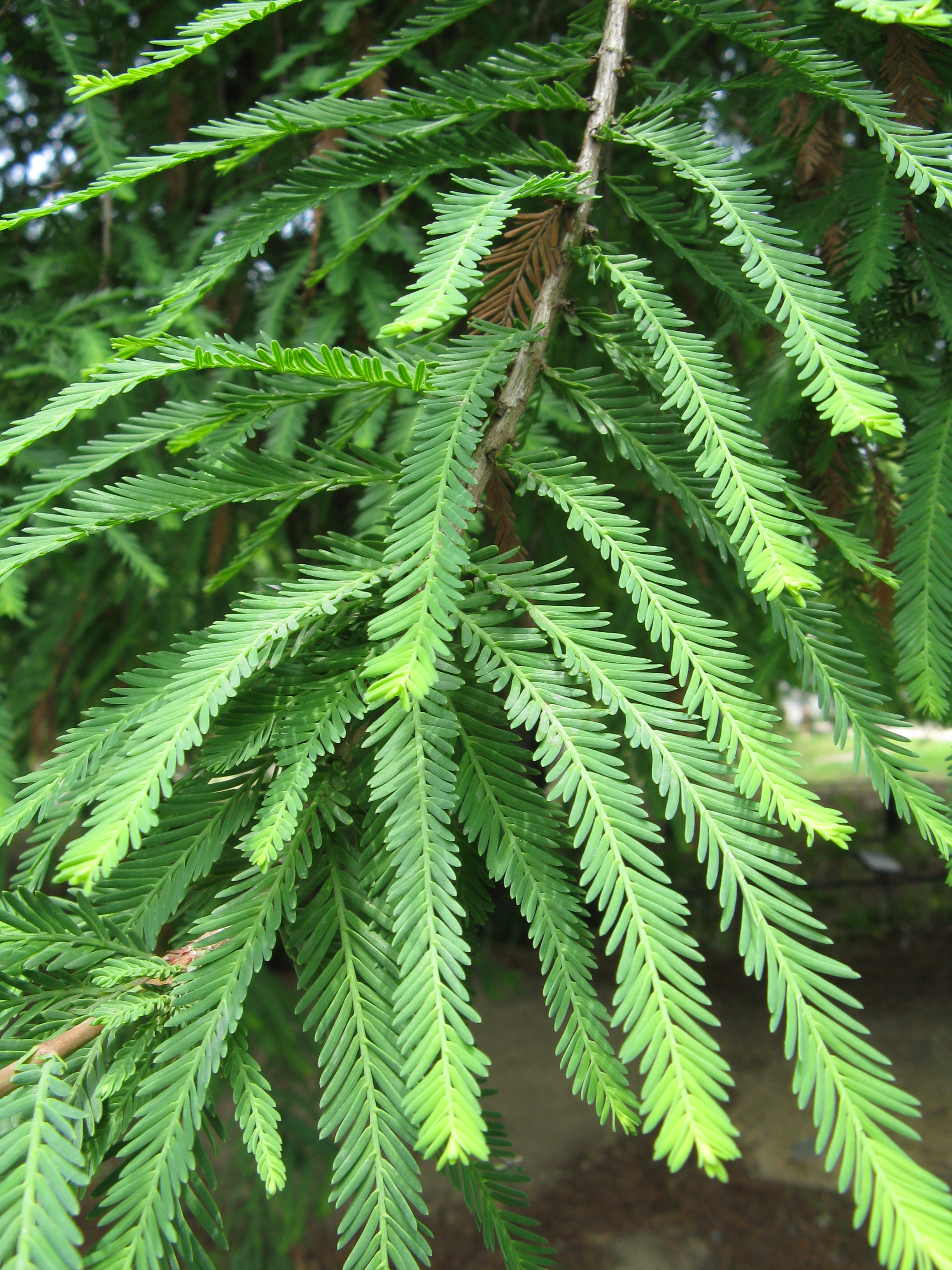
Hojas.

Taxodium mucronatum (Ten., 1853), también conocida como Taxodium huegelii (C. Lawson, 1851) es una especie arbórea perteneciente a la familia de las cupresáceas, conocida popularmente, entre otras denominaciones, como ahuehuete. Es nativa de México, aunque también se encuentra en zonas muy localizadas del sur de Texas y noroeste de Guatemala. En 1921, para celebrar el centenario de la independencia mexicana, se seleccionó como árbol nacional por su esplendor, belleza, longevidad, dimensiones colosales y tradición.  Desde tiempos prehispánicos a este árbol se le han atribuido cualidades sagradas, y ha sido parte de leyendas y de la historia de distintos lugares de lengua hahuehuetl.

## Nombres comunes y topónimos
Entre los nombres comunes de Taxodium huegelii se encuentran:
- ahuehuete
- sabino
- ciprés mexicano
- ciprés de Moctezuma
- ahuehué[5]
- ciprés calvo de Moctezuma [6]

En lengua náhuatl significa ‘árbol viejo de agua’ pues crece donde hay mucha agua. Aunque, en náhuatl, tōllin (‘tule’) designa más bien a distintas especies herbáceas acuáticas de las familias Cyperaceae, Typhaceae, Juncaceae o Poaeae, en español se usa erróneamente para T. huegelii por antonomasia del famoso Árbol del Tule (véase más abajo). Se le llama Árbol del Tule porque crece en la comunidad de Santa María del Tule.
El nombre nahua ha servido de base para algunos topónimos, como Ahuehuepan (‘en el río de los ahuehuetes’) o Ahuehuetla (‘lugar de ahuehuetes’). El nombre tarasco para el árbol, penhamu, también se ha reflejado en los nombres de Pénjamo (Guanajuato) y Penjamillo (Michoacán).

## Descripción y hábitat
Son árboles longevos, que alcanzan los miles de años de antigüedad. Su origen se remonta a la Era Mesozoica, entre 100 a 200 millones de años, cuando las coníferas dominaban el paisaje y formaban impresionantes bosques primitivos.
Taxodium huegelii es un árbol frondoso, con troncos de diámetros considerables entre 2 y 14 metros y alturas de hasta de 40 metros. Las hojas están ordenadas en espiral y yacen en dos filas horizontales superpuestas y son de 1-2 cm de largo y de 1-2 mm de ancho. Las piñas son ovaladas, prácticamente esféricas, de 1,5 a 2,5 cm de largo y de 1 a 2 cm de ancho, con escamas poligonales piramidales. Produce semillas todo el año, sobre todo entre agosto y noviembre.
A diferencia de otros cipreses que habitan zonas pantanosas, los ahuehuetes siempre habitan las orillas de los ríos, arroyos y riachuelos permanentes, donde la base de los árboles se encuentra sumergida la mayor parte del año. Normalmente se acumulan formando galerías de árboles. Viven principalmente a altitudes entre 300 y 2500 metros, aunque a altitudes mayores es menos abundante.

## Ahuehuetes famosos en México

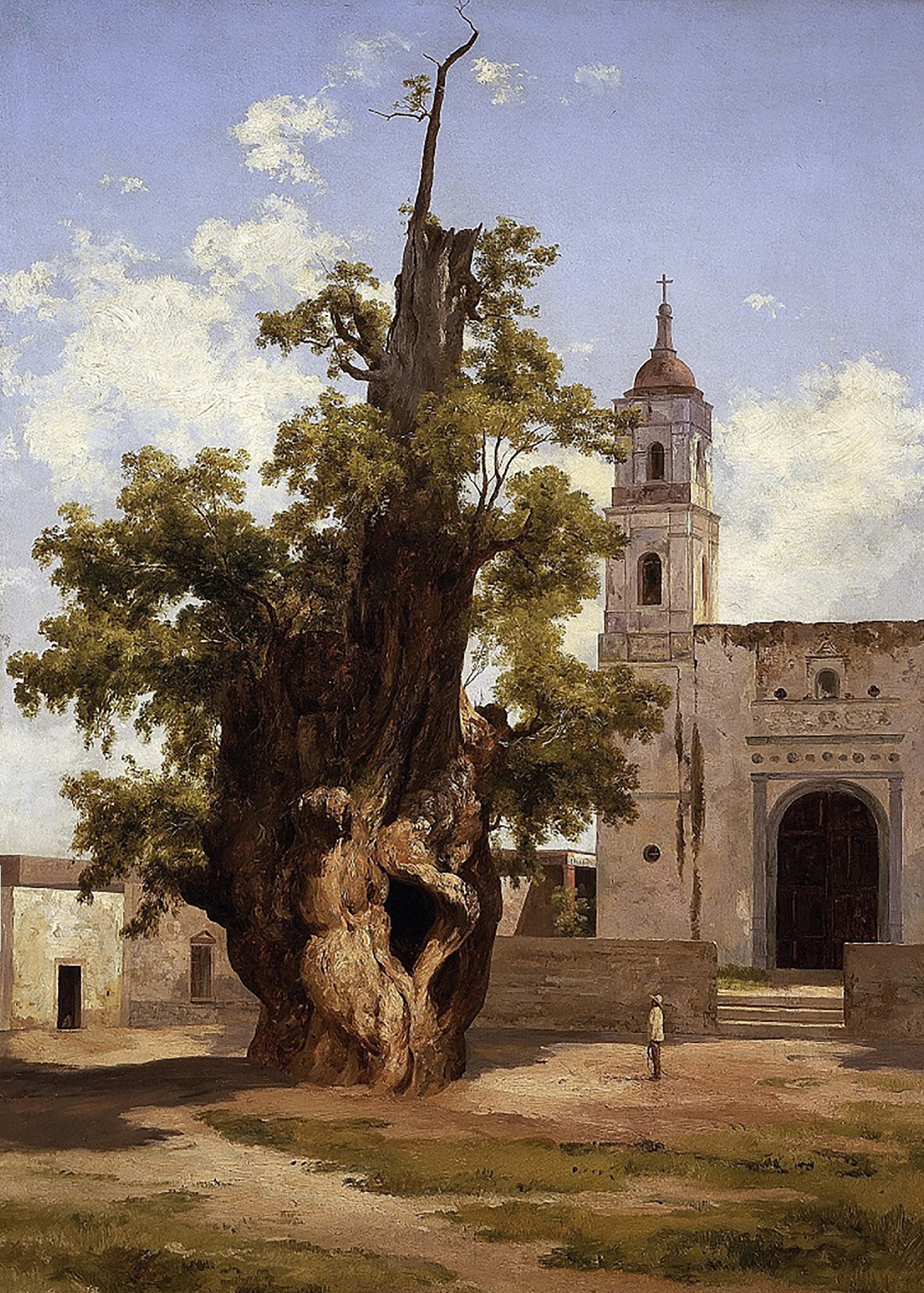
Ahuehuete de la noche triste, pintura por José María Velasco

Muchos de estos árboles están protegidos como monumentos:
- El Árbol del Tule, ubicado en Santa María de Tule, Oaxaca, que tiene el récord mundial como el árbol con el tronco de diámetro más ancho del mundo.
- El árbol de la Noche Triste, del que se cuenta que a su cobijo lloró Hernán Cortés la pérdida de casi la mitad de su ejército durante el escape a Tacuba. Todavía puede observarse este ejemplar en la Calzada México-Tacuba, en la Ciudad de México.
- El Árbol Sagrado en Ocuilán de Arteaga, Estado de México, que recibe a los peregrinos que llegan al santuario de Chalma.
- Los bosquecillos de ahuehuetes supuestamente plantados por Nezahualcóyotl en los alrededores de Tetzcuco, entre ellos el ahora Parque Los Ahuehuetes o parque nacional El Contador, al suroeste de San Salvador Atenco (19°32′48.22″ N, 98°55′27.8″ O).
- El Sabino de San Juan, ubicado en Xochimilco, Ciudad de México.
- Los ahuehuetes sagrados del bosque de Chapultepec, Ciudad de México.
- El hijo del árbol de la noche triste, se encuentra frente al lugar donde Miguel Hidalgo dio el grito de la independencia, en Dolores Hidalgo, Guanajuato. Se yergue en el jardín principal, junto al monumento y cenotafio al Padre de la Patria. Este ejemplar se encuentra en un excelente estado y muestra como debió ser en algún momento el árbol de la noche triste que se encuentra en la capital del país.
- Los ahuehuetes de Coyoacán:
  - En el parque Los Viveros.
  - En el Jardín Hidalgo; se trata de retoños del Árbol del Tule.
  - En el jardín de Frida Kahlo, cerca de «La Conchita».
- El llamado «El Pino» en Valle de Bravo.
- Los ahuehuetes de «Casa de Campo» en Xalapa, Ver.
- El ahuehuete localizado en Yaonáhuac, Pue.
- El ahuehuete ubicado en Teoloyucan; crece con una altura y circunferencia mayor a los de la zona y en su tronco tiene un altar.
- El ahuehuete ubicado en la Misión de Concá, en Querétaro.

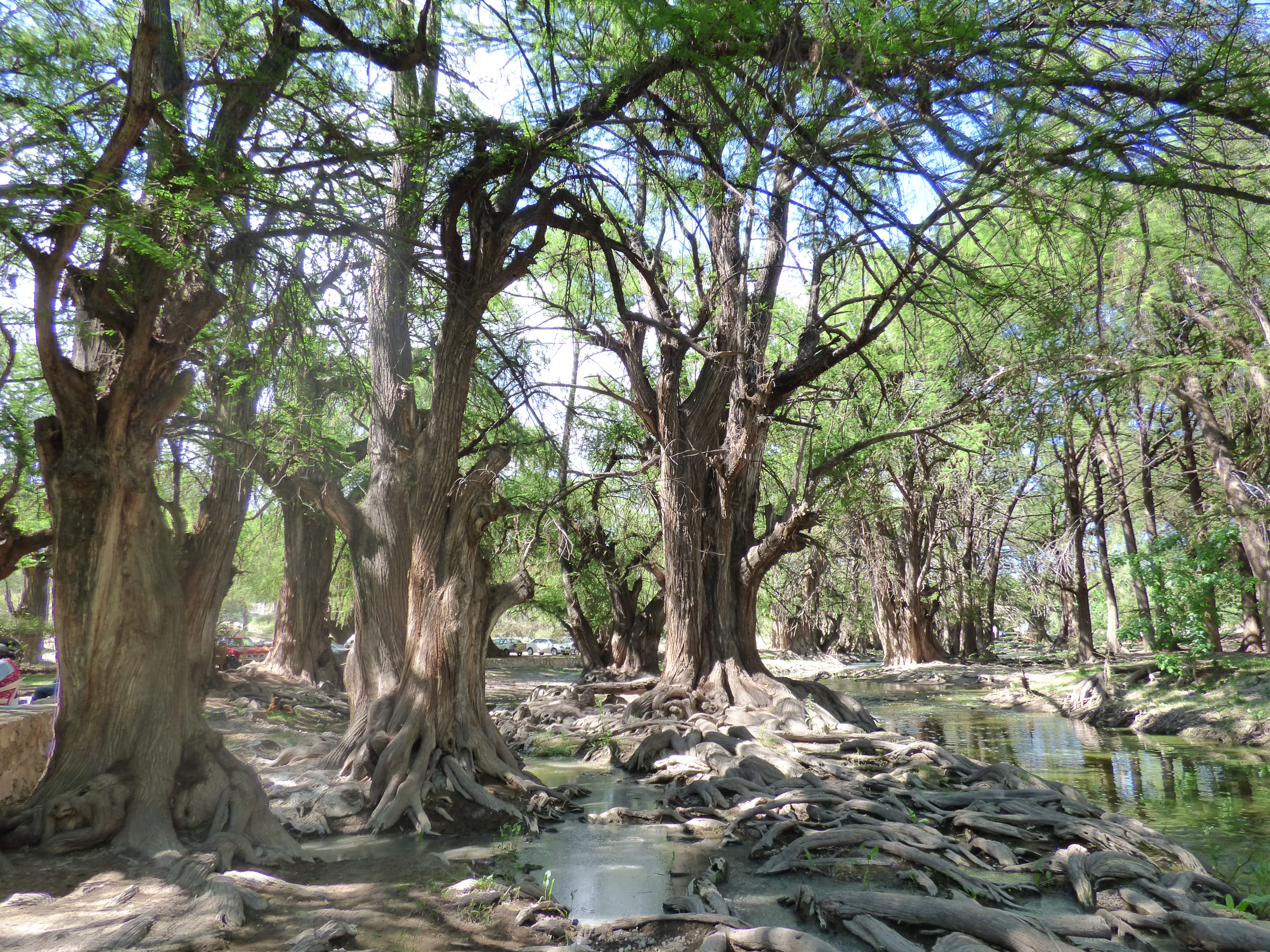
El Sabinal, Salto de los Salado, Aguascalientes

- El Sabino Gordo, ubicado en la ciudad de Múzquiz, Coahuila, en medio de una calle, lo que lo ha hecho muy popular en esa ciudad del norte de México; un hotel lleva su nombre, así como varios establecimientos comerciales, etc.
- El Sabino Gordo, que se localiza en la hacienda Espíritu Santo, en General Terán, Nuevo León. Tiene un diámetro de 5.3 metros y una altura de 18 metros. Su edad se calcula en mil años.
- El sabino ubicado en la ciudad de Zimapán, Hidalgo, que se dice es el segundo más grande de América.
- El ahuehuete conocido como «El Sabino» ubicado en Tepetitlán, Estado de Hidalgo.
- El ahuehuete que se localiza en la comunidad de Ahuacatitlán, municipio de Almoloya de Alquisiras, Estado de México. Tradicional en la celebración del 25 de julio dÍa del Sr. Santiago Apóstol.
- El ahuehuete de los Peroles, en la comunidad de San Francisco, Rioverde, S.L.P.
- «El Sabinal» en la comunidad del Salto de Los Salado, Aguascalientes.
- La duodécima generación del árbol de la Noche Triste, ubicado en el Parque Ecológico en Tepic, Nayarit.
- El ahuehuete gigante de La Cañada, una de las cinco estancias de la hacienda El Cedro en Ixtlahuacán de los Membrillos, Jalisco, donde durmió el cura Hidalgo en diciembre de 1810. Se estima su edad en 700 años.
- Los sabinos del río que cruza el poblado de Alaquines en la Zona Media del Estado de San Luis Potosí. Lugar donde naciera el general Esteban Moctezuma Torreblanca (1779-1837) descendiente de Moctezuma Xocoyotzin.

### Ahuehuetes del Río Blanco
- A lo largo del Río Blanco en el Valle de Orizaba, Veracruz, hay alrededor de unos 660 árboles. Estos árboles forman un bosque de galería, el cual es único en la región y también representa el único bosque de galería dominado por ahuehuetes en el estado de Veracruz. Se han hecho investigaciones, colectas y libros al respecto. Desde 2012 se lleva a cabo un Festival del Ahuehuete en Ciudad Mendoza. Actualmente se lleva a cabo un proyecto de rescate y conservación del bosque de ahuehuetes (2015).
- Recientemente, en 2012, se publicó un libro sobre la importancia del ahuehuete en esta zona.[9]

## Ahuehuetes en España

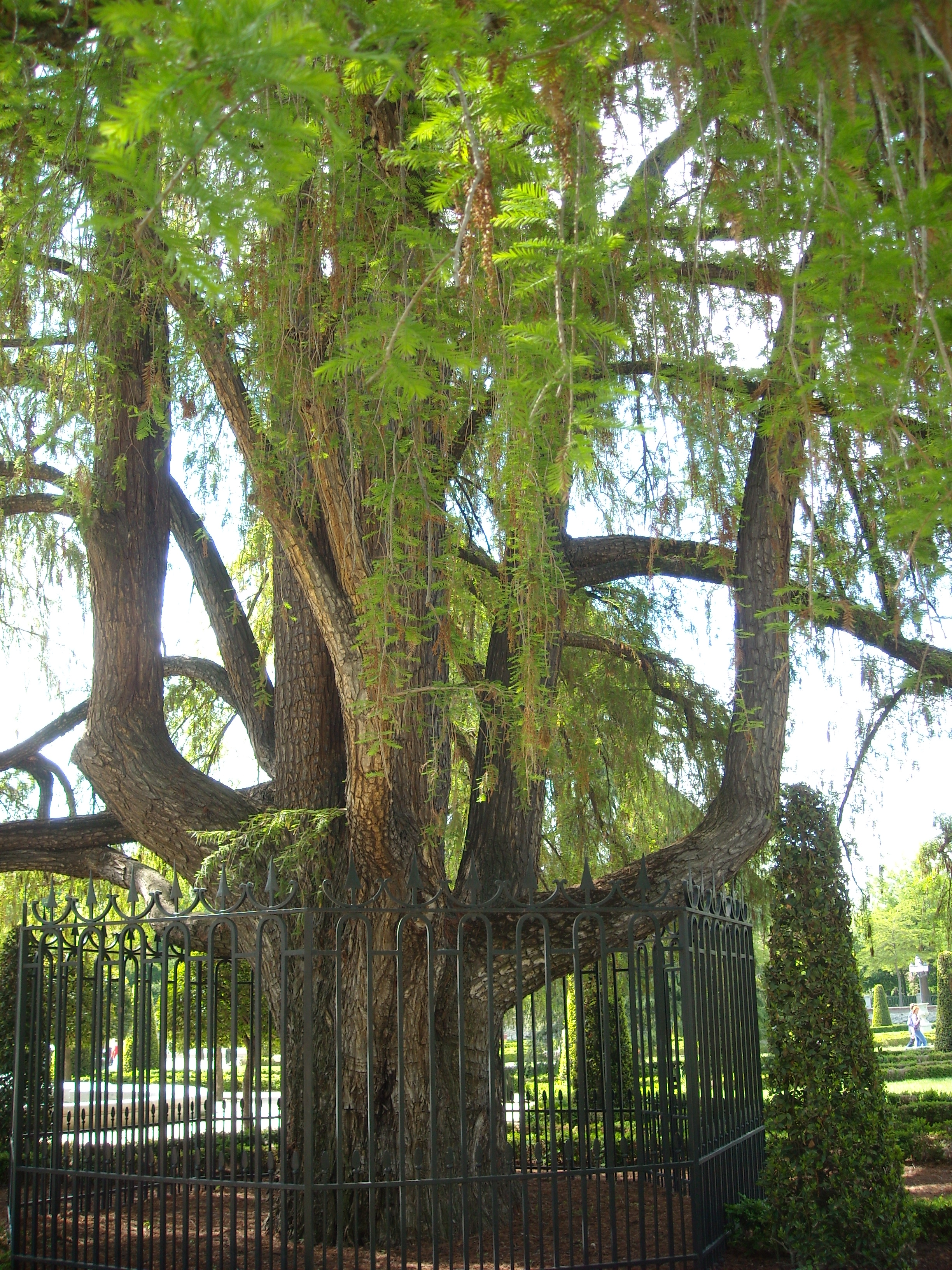
Ahuehuete en el Parterre del Parque del Retiro de Madrid (España).

Aunque los mejores ejemplares de ahuehuete se encuentran en México, en España también hay ahuehuetes notables tanto por su belleza como por su tamaño.
- En los Jardines del Retiro, en Madrid, se puede destacar un ejemplar con un diámetro de 2 m y 30 m de alto. Aunque la creencia generalizada es que fue plantado en el siglo XVII, estudios recientes sitúan su edad en los 200 años.[10]

- En el jardín del Príncipe de Aranjuez, Madrid, hay algunos ejemplares importantes; uno de ellos sobrepasa los 40 m de altura.

## Árbol del Tule

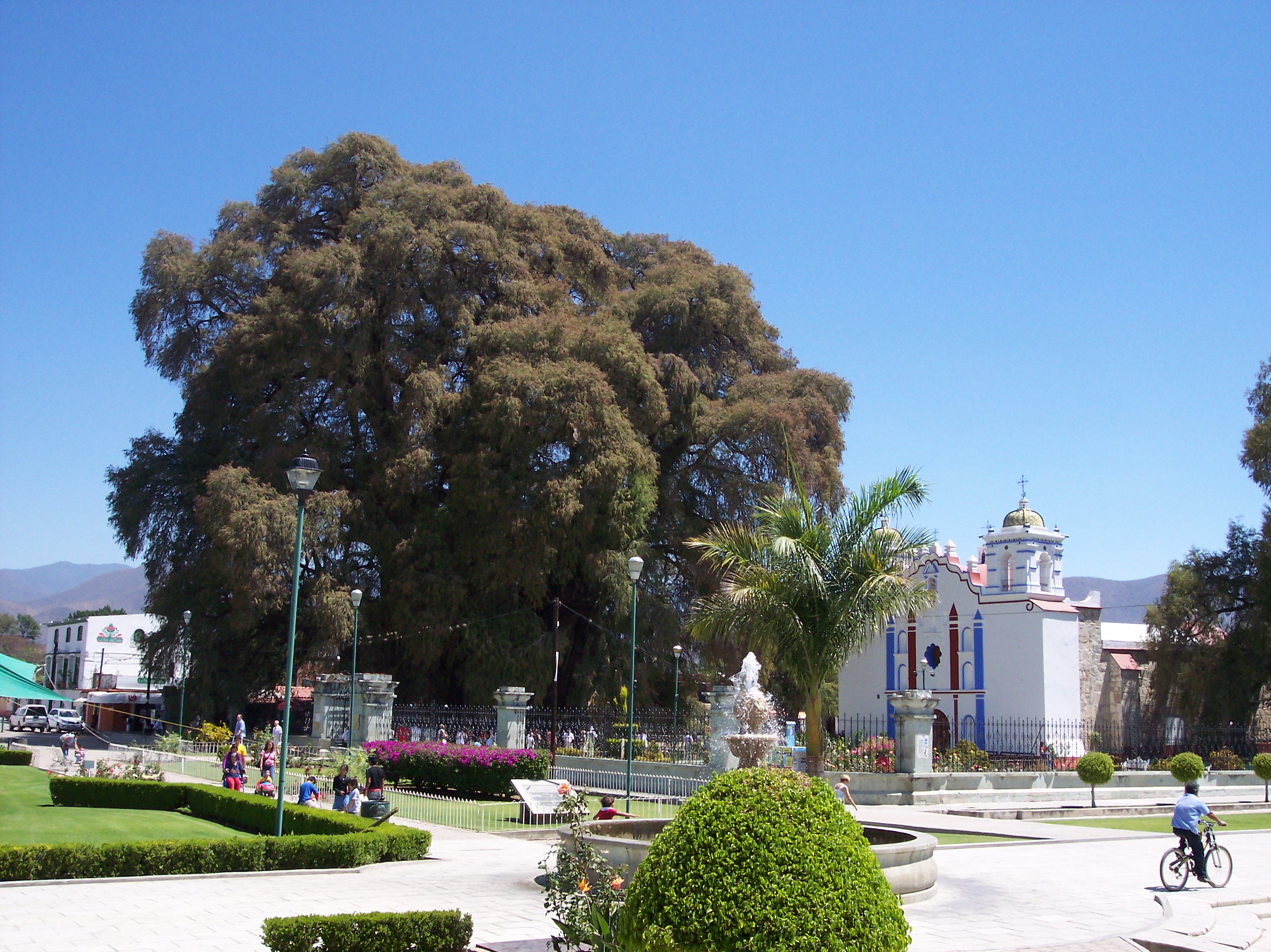
Árbol del Tule en Santa María del Tule, Oax.

El ciprés mexicano llamado «Árbol del Tule» está en el atrio de la iglesia de Santa María del Tule, Oaxaca. Tiene el récord mundial de ser el árbol más grueso del planeta. Según datos de la Secretaría de Desarrollo Urbano y Ecología (SEDUE) tiene un diámetro de 14.05 metros, una altura de 41.85 metros y un peso de 636 toneladas. Su perímetro alcanza los 46 m.

## Usos
Además de su uso ornamental, tiene varios empleos religiosos, ya sea en ritos tradicionales mexicanos o en procesiones y en altares católicos.
En la medicina alternativa mexicana se usa su corteza, resina y hojas para tratar varias enfermedades, principalmente, la corteza quemada, como astringente y cicatrizante, aun para sanar quemaduras y úlceras.
Su madera es suave y débil, así que su uso en construcción es limitado.

## Taxonomía
Taxodium huegelii fue descrita en 1851 por Charles Lawson en Abietineae- List Pl. Fir Tribe 10: 66.

### Etimología
Taxodium: nombre genérico latino, corrupción de taxoideum, ‘tejoide’ o ‘similar al tejo’
huegelii: epíteto dado en honor al militar, diplomático, botánico y explorador austriaco Carl Alexander Anselm von Hügel (1795-1870)

### Sinónimos
- Taxodium mucronatum Ten.[12]
- Taxodium distichum var. mexicanum (Carrière) Gordon
- Taxodium distichum var. mucronatum (Ten.) Henry
- Taxodium mexicanum Carrière
- Taxodium montezumae Decne.
- Taxodium pinnatum Carrière
- Taxodium virens Beissn.
- Taxodiomeria peizhongii Z.J.Ye et al.
- Cuprespinnata mexicana J.Nelson
- Cupressepinnata mexicana (Carrière) J. Nelson[14]